# Козин, Алексей Владимирович
Козин Алексей Владимирович (28 мая 1976 года — 5 сентября 1999 года) — командир танкового взвода 93-го механизированного полка 100-й дивизии оперативного назначения Северо-Кавказского округа Внутренних войск МВД России, лейтенант. Герой Российской Федерации (посмертно).

## Биография
Родился и вырос в Казани. Учился в МБОУ "Гимназия №7" г. Казани.
С августа 1995 года — в Вооруженных Силах РФ.
В 1999 году лейтенант Козин по окончании военного училища (казанский филиал Челябинского танкового института) был назначен на должность командира танкового взвода 100-й дивизии оперативного назначения Северо-Кавказского округа Внутренних войск МВД России.
В июле 1999 года убыл в составе тактической группы-6 в Республику Дагестан. С конца июля по начало сентября 1999 взвод лейтенанта Козина выполнял задачи по прикрытию административной границы с Чеченской Республикой на заставе в Аксае (Дагестан). Погиб в бою, прикрывая своих сослуживцев, 5 сентября 1999 года вблизи районного центра Новолакское Республики Дагестан.
Похоронен на кладбище "Сухая река" г. Казани.
Указом Президента Российской Федерации № 1494 от 12 ноября 1999 года за «мужество и героизм, проявленные при исполнении воинского долга в Северо-Кавказском регионе» лейтенант Козин Алексей Владимирович посмертно был удостоен высокого звания Героя Российской Федерации.
Приказом Министра внутренних дел Российской Федерации лейтенант Козин навечно зачислен в списки личного состава части.

## Память
На доме в Казани, где жил Козин А.В., в 2001 году установлена мемориальная доска.
В память в Казани ежегодно проходит Всероссийский мемориальный турнир им.Героя России Козина А.В. по Армейскому рукопашному бою, который традиционно принимает спортивный комплекс Казанского высшего военного командного училища (бывш. Казанский филиал Челябинского танкового института).
В 2015 году в день рождения Героя России Алексея Козина, на здании Казанского авиационно-технического колледжа  торжественно открыта мемориальная доска с именем героя.
В Казани появилась улица имени Героя России Алексея Козина. Соответствующее постановление Исполнительного комитета Казани №4212 подписано 30 ноября 2015 года. Улица расположена в Ново-Савиновском районе между улицей Сибгата Хакима и Дворцом Единоборств "Ак Барс".
Имя Козина А.В. носит МБОУ "Гимназия №7" г. Казани; а также Новочуртахская СОШ #2 (Новолакский район Дагестана) на территории которой установлен памятник герою.